# 昆仑归
《昆仑归》，由海岩编剧、侣皓吉吉导演、姜文监制的现代科幻爱情剧，赵华为、王楚然、匡玉婷 、杨贺文、郭权赐主演。该剧以宇宙为视角，描述了地球人与外太空人两对男女之间错综复杂的爱恨纠缠，身处在真实与谎言、忠诚与背叛、情谊与利益中苦苦追寻。该剧于2018年4月3日在北京正式开机，计划拍摄周期约8个月，后停拍。2020年，出品方鹿港文化对上海证券交易所表示，该电视剧已终止拍摄，项目烂尾。

## 剧情简介
十九岁的弘川是个漫画神童，他的创作灵感大都来源于奇幻的梦境。他在梦中天马行空，游历过许多神秘的地方。十八岁的凌空是个超能少女，她的超能力源于植入体内的一块来自外星的神秘芯片，可催眠，亦可在别人的梦境中自由出入。弘川的梦境帮助凌空背后的某国科考团队完成了“外星人遗址”的拼图，而凌空的超能力也激活了弘川体内潜伏的许多本能。与此同时，来自30光年之外的两股外星势力悄然潜入地球，一连串阴谋和诡异事件接踵发生。善恶交战中，弘川和凌空多次遇险，幸得各自的爱人拼死保护才免遭不测。昆仑山脉的一场决战之后，善恶有报，弘川的身世之谜也终被揭开，他竟是兼有地球和外星双重血统的宇宙混血儿。但弘川最终放弃了外星王位的继承权，回归地球，过着平凡的生活。地球上那些温暖而美好的记忆，是他归来的动力。

## 演员表
| 演员   | 角色   |
| 赵华为 | 弘川   |
| 王楚然 | 凌空   |
| 匡玉婷 | 弘星   |
| 杨贺文 | 枯水   |
| 郭权赐 | -      |
| 朱泳腾 | 梁梦天 |
| 李彩桦 | -      |
| 郑晓东 | -      |
| 包小松 | -      |
| 郑暐达 | 太子   |
| 吴念轩 | 杨承   |

## 电视剧歌曲
| 曲序 | 曲目           |
| ---- | -------------- |
| 1.   | 无题（片头曲） |
| 2.   | 无题（片尾曲） |
| 3.   | 无题（插曲）   |

## 创作背景
《昆仑归》由海岩原创编写和担任导演的侣皓吉吉父子联手。故事的设定发生在科幻背景之下，其中涉及外星人等外太空元素，通过两对男女疯狂悲壮的经历，讲述了一个美丽又悲壮的故事。
侣皓吉吉花费了长达三年的时间筹备这部剧，期间剧本迟迟不如人意，甚至一度有了想要退出的想法，海岩为了救场，在演艺圈隐退多年后决定再次出山，帮儿子完成这部剧的剧本写作，为他完全原创的一个新故事，成就了现在的《昆仑归》。

## 筹备过程
《昆仑归》的剧本海岩花了一年时间完成，在之后又多次对剧本进行多次修改，跟初稿的那个剧本完全截然不同了。原先海岩编写的剧本体量非常大，包括了100集的内容，剧中人物支线众多，为了让故事更好看，让观众喜欢，砍掉了很多凌乱无序的杂线，让主线更突出。原本官微放出的那只大佬黑猫，“戏份”也从主角跌落到小配角。
《昆仑归》的实景拍摄地超过8个，侣皓吉吉横跨欧亚两大洲堪景。还为演员安排了全方位的包括骑马、驾驶、自由搏击和特技驾驶在内等十余项的特训密闭训练。以及近一年的服装设计和全球带货，近半年的道具设计和车辆改装，力求让每一个细节都成为观众观剧时的极致享受。

## 早期宣传
2018年2月8日，《昆仑归》片方发布先导宣传片；2月9日，《昆仑归》片方发布一组人物海报；4月3日，《昆仑归》在北京举行开机仪式。

## 停拍
鹿港文化於2020年6月3日收到上海 证券交易所下发的《关于江苏鹿港文化股份有限公司2019年年度报告的信息披露 监管问询函》回复表示, 『電視劇 《昆仑归》系 2017 年由鹿港互联影视（北京）有限公司与霍尔果斯新鼎 明影视文化有限责任公司联合拍摄的网络剧，计划于2018年4月开 机，12月完成拍摄。据了解，该剧场景拍摄分国内、国外两部分，2018年底完 成国外场景拍摄后，一直未进行国内场景拍摄。公司已于2019年末对霍尔果斯 新鼎明影视文化有限责任公司等提起诉讼』，此外《昆仑归》项目在国外拍摄后，国内部分 尚未拍摄。因此该项目本身也已经烂尾，不存在预期收益。